# Kiku Amino
Kiku Amino (網野 菊, Amino Kiku, 16 janvier 1900 - 15 mai 1978) est une écrivaine japonaise, traductrice de littérature anglaise et russe.
Amino naît à Tani-chō (谷町), dans l'arrondissement d'Azabu (ja), et grandit à Akasaka, Tokyo, où son père est sellier. Sa mère part lorsqu'Amino a six ans, après quoi elle a trois belles-mères. Elle est diplômée en anglais de l'université pour femmes du Japon en 1920, puis travaille en tant que rédactrice en chef adjointe à temps partiel pour un magazine, et à partir de 1921-1926, enseignante suppléante d'anglais à l'université. En 1921, elle publie un recueil autofinancé de contes Aki (« automne »), et en 1923, rencontre l'écrivain Shiga Naoya, dont elle devient élève. Elle l'épouse en 1930, vit à Hooten, en Manchourie, de 1930 à 1938, et divorce en 1936. Elle ne publie pas alors qu'elle est mariée, mais fait un retour avec une collection de nouvelles intitulé Kisha no nakade (« En train  ») en 1940.
Elle est membre de l'Académie japonaise des arts et reçoit en 1947 le prix de littérature féminine pour Kin no kan (« Un cercueil en or »), et en 1967 le prix Yomiuri ainsi que le prix de l'Académie japonaise des arts pour sa nouvelle Ichigo ichie (« Une fois dans la vie »). 
Elle est enterrée au cimetière d'Aoyama, 2-32-2 Minami Aoyama, où se trouve aussi Shiga Naoya.
Seule une nouvelle de l'auteure, écrite en 1966, a été traduite en français par Estrellita Wasserman : On ne vit qu'une fois (Ichigo ichie), dans Anthologie de nouvelles japonaises contemporaines (Tome II), Gallimard, 1989.

## Sources
- Sachiko Shibata Schierbeck and Marlene R. Edelstein, Japanese women novelists in the 20th century: 104 biographies, 1900-1993, Museum Tusculanum Press, 1994, pages 73-76.  (ISBN 978-87-7289-268-9).
- Donald Keene, Dawn to the West: Japanese literature of the modern era, fiction, volume 1, 2nd edition, Columbia University Press, 1998, pages 528-531.  (ISBN 978-0-231-11434-9).

## Source de la traduction
- (en) Cet article est partiellement ou en totalité issu de l’article de Wikipédia en anglais intitulé « Kiku Amino » (voir la liste des auteurs).